# 津久見市立無垢島小学校
津久見市立無垢島小学校（つくみしりつ むくしましょうがっこう）は、大分県津久見市にある公立小学校。現在は休校中。

## 通学区域
- 通学区域 - 大字長目のうち字無垢島[1]

無垢島小学校区全域が津久見市立無垢島中学校の通学区域である。